# Bogurzyn
Bogurzyn – wieś sołecka w Polsce położona w województwie mazowieckim, w powiecie mławskim, w gminie Wiśniewo.
Miejscowość jest siedzibą rzymskokatolickiej parafii św. Doroty należącej do dekanatu mławskiego zachodniego.
W latach 1954–1961 wieś należała i była siedzibą władz gromady Bogurzyn, po jej zniesieniu w gromadzie Kowalewko. W latach 1975–1998 miejscowość administracyjnie należała do województwa ciechanowskiego.
We wsi znajdują się pozostałości po zabudowaniach dawnego folwarku oraz dwór, w którym po II wojnie światowej przez kilkadziesiąt  lat funkcjonowała szkoła rolnicza. 

## Zabytki
Neogotycka kapliczka przydrożna z 1916 r.